# Archidiocèse d'Albi, Castres et Lavaur
L'archidiocèse d'Albi, Castres et Lavaur (en latin : archidioecesis Albiensis-Castrensis-Vauriensis) est un diocèse de l'Église catholique de France. Le siège épiscopal est à Albi.
Le diocèse d'Albi, a été érigé dès le IIIe siècle. Il a été élevé au rang d'archidiocèse le 3 octobre 1678. Depuis le concordat de 1817, le diocèse d'Albi a fusionné avec ceux de Castres et Lavaur, d'où sa dénomination complète actuelle de diocèse d'Albi, Castres et Lavaur. Il compte à ce jour cinq doyennés et 21 paroisses, érigés à la Pentecôte 2018 par Jean Legrez, et 509 clochers (anciennes paroisses). L'archidiocèse d'Albi a été le siège de la province ecclésiastique regroupant les diocèses d'Albi, Cahors, Mende, Perpignan et Rodez jusqu'en 2002, date du découpage de la France en quinze provinces ecclésiastiques. Depuis cette date, il est rattaché à la province ecclésiastique de Toulouse. Il a toutefois conservé le titre d'archidiocèse mais n'est plus métropolitain ; de même, son évêque garde le titre d'archevêque, mais ne porte plus le pallium (symbole du métropolitain). Le dernier archevêque métropolitain d'Albi est Pierre-Marie Carré, archevêque émérite de Montpellier.
Depuis la séparation des Églises et de l'État en 1905, le palais épiscopal (palais de la Berbie d'Albi) est devenu propriété du département du Tarn. L'archevêché a dû être installé dans un couvent de la rue de la République. Ces locaux, appelés désormais « Maison Saint-Amarand », regroupent la résidence de l’archevêque, et des lieux de travail pour les services administratifs et pastoraux du diocèse, les services de l’Enseignement catholique du Tarn, la radio RCF Pays tarnais, des mouvements d’Église (MEJ, MRJC, CCFD-Terre solidaire…), la collégiale Sainte-Cécile où vivent des prêtres âgés , mais aussi depuis 2023, les archives diocésaines, la Casa (Présence catholique pour les lycéens ), le Foyer Acutis (foyer étudiant de 20 studios), une micro Crèche ainsi qu'une communauté des soeurs missionnaires de l'évangile, le tout dans le cadre de la rénovation totale de la maison diocésaine.

## Le diocèse

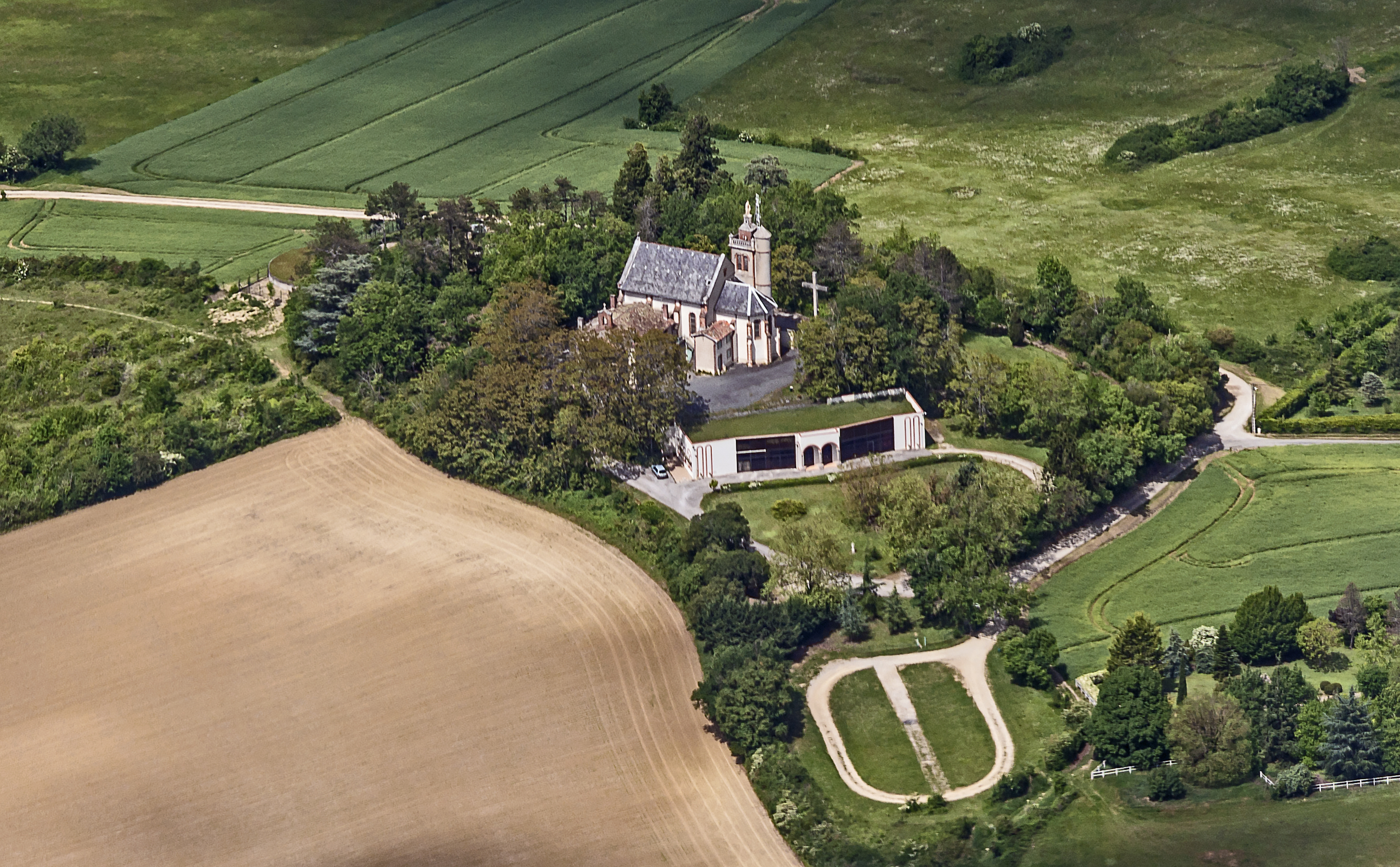
Le sanctuaire marial Notre-Dame du Pech (Lavaur).

Ce diocèse a notamment été le théâtre de la croisade des Albigeois.
Diocèse important et riche, de nombreux évêques mécènes se sont succédé dont les Louis d'Amboise qui ont permis de réaliser la riche décoration intérieure de la cathédrale, avec les peintures datant de 1509 (la plus grande cathédrale de brique au monde, et la plus grande cathédrale peinte en Europe,).
L'archevêque d'Albi est Jean-Louis Balsa, depuis août 2023.
Sébastien Diancoff est vicaire général du diocèse depuis septembre 2021.
Le diocèse est riche de trois cathédrales :
- Cathédrale Sainte-Cécile d'Albi, siège épiscopal, élevée au rang de basilique mineure en 1948 en présence d'Angelo Roncali alors nonce apostolique en France, futur pape Jean XXIII.

- Cathédrale Saint-Benoît de Castres
- Cathédrale Saint-Alain de Lavaur

Deux sanctuaires mariaux : 
- Notre-Dame de la Drêche situé sur les communes d'Albi, de Lescure-d'Albigeois et de Cagnac-les-Mines
- Notre-Dame du Pech (Lavaur)

Saints du diocèse :
- Sainte Cécile
- Sainte Carissime (Sainte Carème)
- Saint Eugène
- Saint Amarand
- Saint Salvi
- Saint Saturnin
- Saint Vincent
- Sainte Sigolène
- Sainte Martiane
- Saint Alain
- Bienheureux Florent Dumontet de Cardaillac (1749-1795)
- Bienheureux Pierre-François Jamet (1762-1845)
- SainteÉmilie de Vialar (1797-1856)
- Saint Théodoric Balat (1858-1900)
- Sainte Jeanne-Émilie de Villeneuve (1811-1854)
- Bienheureux Henri Chamayou (1884-1936) et Joseph Louis Marcou (1881-1936)

Le diocèse d'Albi est riche du rayonnement de communautés religieuses :
- Abbaye d'En-Calcat (moines bénédictins de la congrégation de congrégation de Subiaco)
- Abbaye Sainte-Scholastique de Dourgne (moniales bénédictines)
- Clarisses (Lavaur)
- Carmélites d'Albi départ en mai 2020 au Carmel de Carros (06)
- Sœurs missionnaires de l'Évangile (anciennement Sœurs du Bon Sauveur) (Albi)
- Dominicaines de Sainte Catherine de Sienne (Albi) congrégation créée par Mère Régine à Albi
- Filles de la Charité du Sacré-Cœur de Jésus (Albi, Valence, Mazamet)
- Sœurs de Saint-Joseph-de-l'Apparition (Gaillac), congrégation créée par sainte Émilie de Vialar . La maison de Gaillac réuni les jeunes sœurs terminant leur formation avant leurs vœux définitifs . Actuellement 17 Jeunes sœurs ainsi que 5 sœurs formatrices. Sœurs de toutes nationalités.
- Filles de Jésus (Massac-Séran)
- Sœurs de Notre Dame de l'Immaculée Conception (Castres), ou "Sœurs bleues", congrégation créée par sainte Émilie de Villeneuve
- Congrégation des sœurs de Notre-Dame-de-la-Paix (Castres)
- Sœurs de la Divine Providence de Ribeauvillé
- Tiers Ordre Régulier (franciscains) (sanctuaire marial Notre-Dame-de-la-Drêche situé sur les communes d'Albi, de Lescure-d'Albigeois et de Cagnac-les-Mines)
- Frères Missionnaires des Campagnes (Saint-Sulpice-la-Pointe, Rabastens)
- Frères de la congrégation de Jésus et Marie (eudistes)

À cela vient s'ajouter l'école d'évangélisation internationale du père Daniel-Ange de Maupeou d'Ableiges, Jeunesse-Lumière, située à Pratlong (Vabre) depuis 1987, école fermée en 2023.

## Abus sexuels
Jean Pradelles, prêtre du diocèse d’Albi, est condamné en 1994 par Rome pour non-respect du célibat et agressions sexuelles. À la suite d'une nouvelle plainte, il est renvoyé de l’état clérical en 2022.

## Les évêques d'Albi
- Saint Clair est le premier évêque d'Albi. La chapelle sous le grand orgue de la cathédrale lui est dédiée.
- Jules de Médicis, cardinal 1513-1515 Devint pape sous le nom de Clément VII en 1523
- Eudoxe Irénée Mignot.
- Jean-Joseph Moussaron, archevêque d'Albi de 1940 à 1956, a été distingué Juste parmi les nations à titre posthume le 4 juillet 2010.

## Évêques originaires du diocèse d'Albi
Vivants
- Georges Pontier, archevêque émérite de Marseille
- Michel Mouïsse, évêque émérite de Périgueux

Décédés
- Cardinal Bernard Panafieu, archevêque émérite de Marseille (1931-2017)
- Gérard Verdier, évêque émérite de Guarara-Mirim (Brésil) (1937-2017)

- Jean Chabbert, (1920-2016)  
  - archevêque de Rabat (Maroc) (1968 - 1982)
  - archevêque-évêque de Perpignan-Elne (1982 - 1996).

- Pierre-Marie Puech (1906-1995), évêque de Carcassonne, reconnu Juste parmi les Nations.

- Gilles Barthe (Briatexte 4 juin 1906 - 14 juillet 1993)
  - évêque de Monaco (1953 - 1962),
  - évêque de Fréjus et Toulon (1962 - 1983).

- Pierre Rouanet (Mazamet, 1917 - Montpellier, 2012), missionnaire, évêque de évêque de Daloa (Côte d'Ivoire) (1956-1975).
- Cardinal Clément Roques (Graulhet 8 décembre 1880 - Rennes 4 septembre 1964)   
  - archevêque d’Aix (1934 - 1940).
  - archevêque de Rennes (1940 - 1964).
- Émile Barthès (Castres, 16 janvier 1883 - Albi, 18 mai 1939), évêque auxiliaire d'Albi du 16 août 1932 à sa mort.
- Jean-Emmanuel Marqués, (Gaillac 14 novembre 1901 - Albi 2 août 1961)
  - évêque auxiliaire d’Albi (1953-1957)
  - archevêque d’Albi (1957-1961).
- Henri de Solages, (Rabastens, 1786 - Andevoranto (Madagascar), 1832), Préfet apostolique de Bourbon, de Madagascar et de l'Océanie (1929-1932). Henri de Solages est le fondateur de l'Église de Madagascar, une chapelle est construite sur sa tombe, lieu de pèlerinage du diocèse de Tamatave et de tout le pays.

Quelques figures catholiques tarnaises
- Vénérable Père Marie-Antoine de Lavaur (1825-1907)
- Père Henri Lacordaire Recey-sur-Ource (Côte d’or), 11 mai 1802 - Sorèze, 21 mars 1861.

- Père Gilbert Cugnasse (1913-2010). Prêtre et "Juste parmi les nations".
- Louis de Lacger et le Monachisme bénédictin.
- Maurice et Eugénie de Guérin (1805-1848)
- Père Pierre Dalmond (1800-1847), Père fondateur de l'Église malgache avec Henri de Solages.